# Bärenfels-Klasse
Die als Bärenfels-Klasse bezeichnete Schiffsklasse ist eine Baureihe von drei Frachtschiffen der Bremer Reederei DDG „Hansa“. Die neuen Schwergutschiffe waren die ersten Nachkriegsneubauten der Reederei.

## Geschichte
Am 28. Mai 1951 wurde die Bärenfels als einer der ersten Nachkriegsbauten einer deutschen Werft nach dem Fall der Baubeschränkungen durch das Potsdamer Abkommen im Baudock aufgeschwommen und getauft. Die neuen Schiffe, die die Bremer Reederei von der AG Weser im Werk Seebeck in Bremerhaven bauen ließ, basierten auf dem Vorkriegsentwurf der Lichtenfels-Schiffe, der nach 1939 weiterentwickelt wurde. Der neukonzipierte Schiffstyp hatte erstmals bei Schiffen der DDG, möglicherweise sogar erstmals in der Welt, eine achtern angeordnete Maschinenanlage mit einem Brückenaufbau, der weit vor mittschiffs, mit nur zwei Luken davor angeordnet war. Im vorderen Aufbau befanden sich die Wohnräumen der Offiziere, im achteren Aufbau die Maschine samt Einrichtungen für die Ingenieure, das Küchenpersonal und die zwölf Passagiere. Zum Ladegeschirr gehörte ein 165-t-Schwergutbaum. In Luke III und IV befanden sich vier Schienenpaare zum Transport von Lokomotiven.

### Bau
Nach der weitgehenden Lockerung der Schiffbaubeschränkungen des Potsdamer Abkommens baute die DDG „Hansa“ ab 1950 seine Frachtschiffsflotte, angefangen mit der Bärenfels-Baureihe und Zukäufen erneut auf. Die Kiellegung zum ersten Schiff der neuentwickelten Baureihe erfolgte am 13. November 1950 und am 27. September 1951 wurde die fertiggestellte Bärenfels an die Reederei abgeliefert. Nur vier Monate später, am 26. Januar 1952 konnte die Reederei das letzte Schiff des Trios, die Braunfels übernehmen.

### Einsatzzeit
Die DDG „Hansa“ beschäftigte die Bauserie der Bärenfels-Klasse im Schwergutdienst mit Ladungen wie Leichtern, Waggons, Lokomotiven und Schleppern in ihr angestammtes Fahrtgebiet zur Ostküste des indischen Subkontinents und nach Pakistan. Das Schwergutladegeschirr wurde 1954 von 165 Tonnen auf eine Kapazität von 205 Tonnen umgebaut.
Die Birkenfels ging am 7. April 1966 auf der Reise von Bremen nach Khorramshar nach einer Kollision mit dem 15.395 BRT großen deutschen Motorfrachter Marie Luise Bolten verloren. Sie sank innerhalb kurzer Zeit nach dem Zusammenstoß etwa eine Meile südlich des Noord-Hinder-Feuerschiffs auf der Position 51° 39′ N, 2° 31′ O. Alle Besatzungsmitglieder konnten sich retten.
Die Braunfels wurde am 22. August 1969 an die Kölner Firmengruppe Dr. Rüger verkauft, aber von der Hansa zurückgechartert und weiter bereedert. Am 15. August 1971 erlitt die Braunfels auf einer Reise von Port Sudan nach Bremen vor der spanischen Küste einen Getriebeschaden und musste ihre Reise unterbrechen. Der niederländische Schlepper Cycloop schleppte die Braunfels am 19. August in den Hafen von La Coruña. Am 28. September 1971 wurde das Schiff von der Rüger-Gruppe an die DDG zurückgegeben, die die Braunfels als wirtschaftlichen Totalverlust für 638.000 DM zum Abbruch verkaufte und am 4. Oktober 1971 an Aquilar y Peris in Valencia zum Abbruch übergab. Die Verschrottung fand ab dem 10. Oktober 1971 in Alicante statt.
Die Bärenfels wurde am 17. September 1969 an die Kölner Firmengruppe Dr. Rüger verkauft und in Bremen übergeben, aber zurückgechartert und weiter von der Hansa bereedert. Am 28. Juni 1972 wurde das Schiff für 240.000 US-Dollar nach Zypern verkauft und in Silver Sky umgetauft. Im Jahr 1976 kaufte die griechische Reederei Stavros Daifas Marine Enterprise das Schiff und betrieb es als Silver Beach weiter, bevor es am 5. Januar 1979 von Umm Said aus seine letzte Reise zum Abbruch nach Kaoshiung antrat. Dort traf es am 1. Februar 1979 ein. Der Abbruch bei Tung Ho Steel Enterprise Co. begann am 22. Februar 1979.

## Die Schiffe
| Die Frachtmotorschiffe der Bärenfels-Klasse | Die Frachtmotorschiffe der Bärenfels-Klasse | Die Frachtmotorschiffe der Bärenfels-Klasse | Die Frachtmotorschiffe der Bärenfels-Klasse | Die Frachtmotorschiffe der Bärenfels-Klasse | Die Frachtmotorschiffe der Bärenfels-Klasse | Die Frachtmotorschiffe der Bärenfels-Klasse                                          | Die Frachtmotorschiffe der Bärenfels-Klasse |
| ------------------------------------------- | ------------------------------------------- | ------------------------------------------- | ------------------------------------------- | ------------------------------------------- | ------------------------------------------- | ------------------------------------------------------------------------------------ | ------------------------------------------- |
| Name                                        | Aufschwimmen                                | Ablieferung                                 | Bauwerft / Baunummer                        | Vermessung                                  | Antrieb                                     | Verbleib                                                                             |                                             |
| Bärenfels                                   | 28. Mai 1951                                | 27. September 1951                          | AG Weser, Werk Seebeck, Bremerhaven / 206   | 6974 BRT                                    | 2 × MAN-Dieselmotor                         | Abbruch ab 22. Februar 1979 in Kaohsiung                                             |                                             |
| Birkenfels                                  | 14. Juli 1951                               | 3. November 1951                            | AG Weser, Werk Seebeck, Bremerhaven / 207   | 6974 BRT                                    | 2 × MAN-Dieselmotor                         | Nach Kollision bei Nordhinder-Feuerschiff (Scheldemündung) am 7. April 1966 gesunken |                                             |
| Braunfels                                   | 4. Dezember 1951                            | 26. Januar 1952                             | AG Weser, Werk Seebeck, Bremerhaven / 208   | 6974 BRT                                    | 2 × MAN-Dieselmotor                         | Abbruch ab 10. Oktober 1971 in Alicante                                              |                                             |